# Francesco Inghirami
Francesco Inghirami (Volterra, 23 ottobre 1772 – Badia Fiesolana, 17 maggio 1846) è stato un archeologo, incisore e disegnatore italiano.

## Biografia
Era figlio di Niccolò e fratello di Giovanni. La madre era Lidia Venuti, che proveniva da un'antica famiglia di Cortona di cui fecero parte i fratelli Ridolfino, Marcello e Filippo Venuti, tra i fondatori della Accademia etrusca di Cortona.
Fu indirizzato dal padre alle armi ma dovette rinunciare a causa di una salute troppo fragile.
Divenne quindi direttore della biblioteca e delle collezioni di Volterra; quindi si trasferisce a Badia ed è nominato vice-direttore della Biblioteca Marucelliana di Firenze.
Coi i suoi cataloghi degli oggetti e dei monumenti e con i suoi repertori delle tombe dipinte di Tarquinia e di Chiusi,  contribuisce alla conoscenza dalla civiltà etrusca.
È anche il fondatore della stamperia e del laboratorio di incisione della Poligrafia fiesolana.

## Lavori
- Alcune figuline di Arezzo, 1820
- Degli Antichi vasi fittili sepolcrali, 1825
- Di Un antico specchio mistico esistente nel Museo britannico, 1825
- I Monumenti Etruschi, 10 vols., 1821-1826
- Galleria omerica, o Raccolta di monumenti antichiv per servire allo studio dell' Iliade e dell' Odissea, 3 vols., 1831-1835
- Pitture di vasi etruschi per servire di studio alla mitologia ed alla storia degli antichi popoli, 4 vols., 1831-1837
- Museum Chiusinum, 1833
- Lettere di etrusca erudizione, 1838-1839

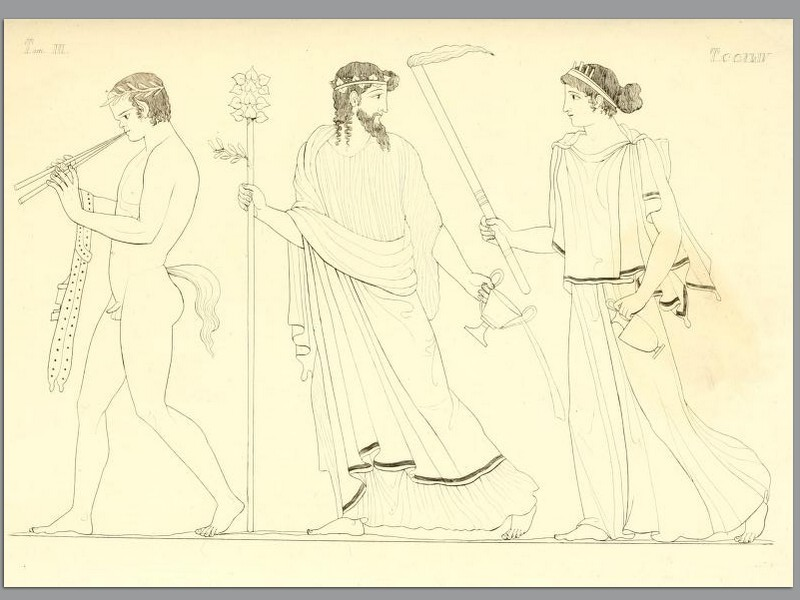
Pitture di vasi fittili, vol.3, 1835
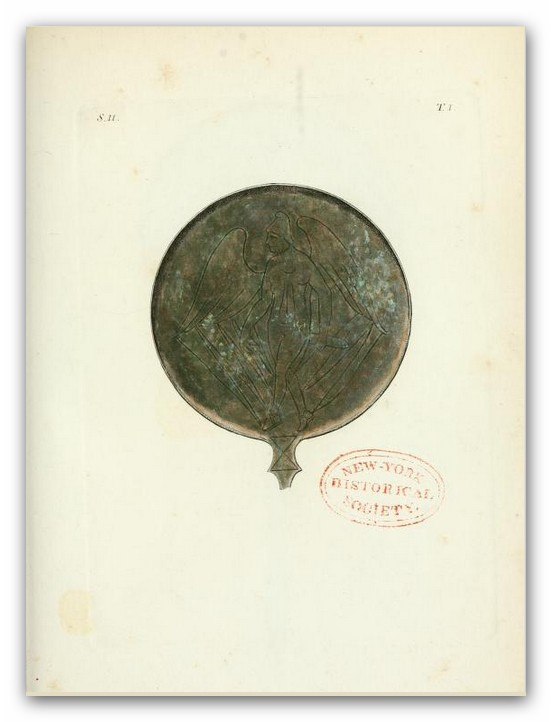
Bronzi etruschi, vol.1, 1821
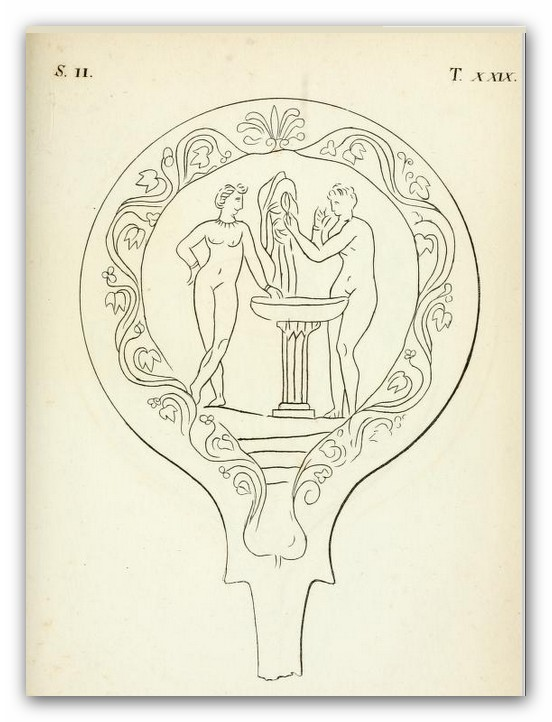
Bronzi etruschi, vol.29, 1821
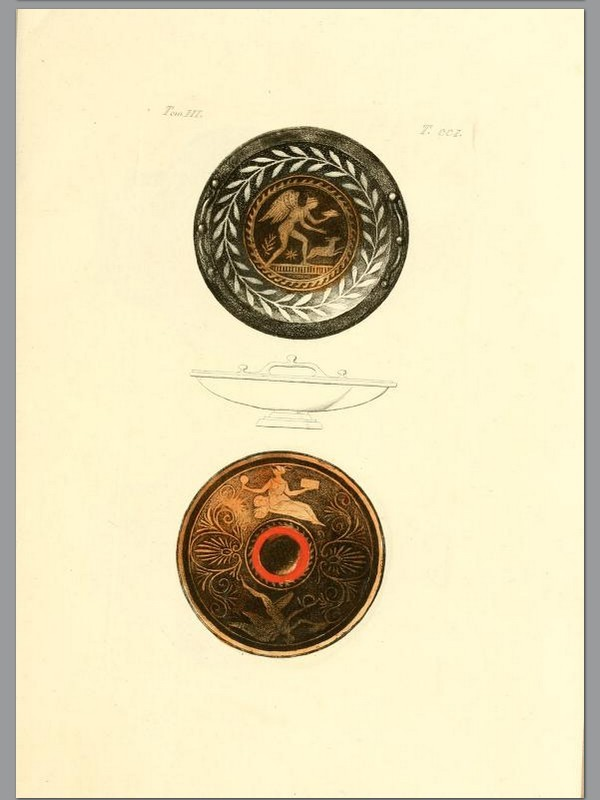
Pitture di vasi fittili, vol.3, 1835
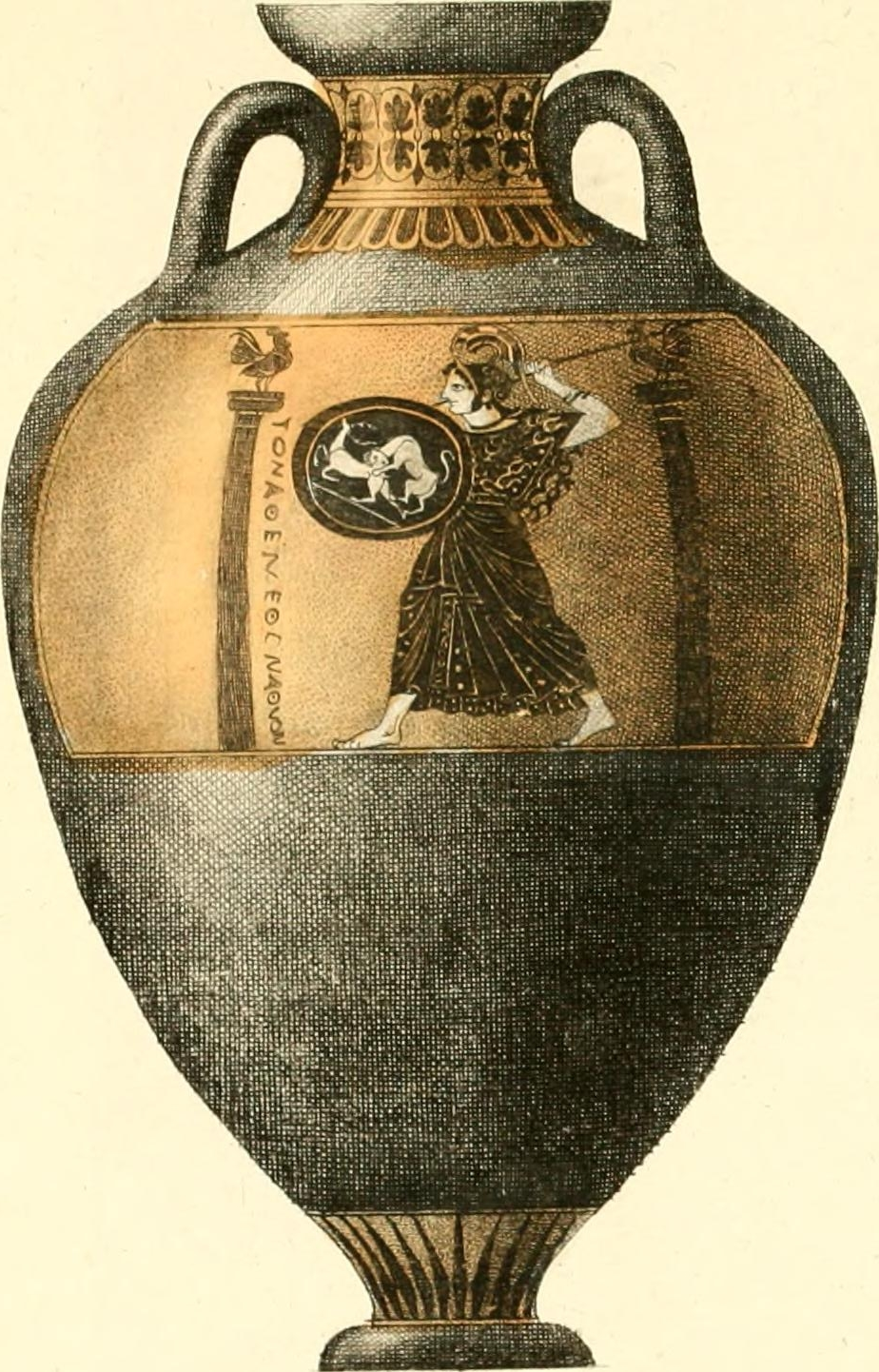
Pitture di vasi fittili, vol.3, 1835